# Майк Бернс
Майк Бернс (англ. Mike Burns, нар. 14 вересня 1970, Марльборо, Массачусетс) — американський футболіст, що грав на позиції захисника. По завершенні ігрової кар'єри — спортивний функціонер.
Виступав, зокрема, за клуб «Нью-Інгленд Революшн», а також національну збірну США.

## Клубна кар'єра
Народився 14 вересня 1970 року в місті Марльборо штату Массачусетс.
У дорослому футболі дебютував 1995 року виступами за команду клубу «Віборг», в якій того року взяв участь у 15 матчах чемпіонату. 
Своєю грою за цю команду привернув увагу представників тренерського штабу клубу «Нью-Інгленд Революшн», до складу якого приєднався 1996 року. Відіграв за команду з Массачусетса наступні чотири сезони своєї ігрової кар'єри. Більшість часу, проведеного у складі «Нью-Інгленд Революшн», був основним гравцем захисту команди.
Протягом 2000 року захищав кольори команди клубу «Сан-Хосе Ерзквейкс».
Завершив професійну ігрову кар'єру у клубі «Канзас-Сіті Візардс», за команду якого виступав протягом 2001—2002 років.

## Виступи за збірні
У 1989 році залучався до складу молодіжної збірної США.
У 1992 році дебютував в офіційних матчах у складі національної збірної США. Протягом кар'єри у національній команді, яка тривала 7 років, провів у формі головної команди країни 75 матчів.
У складі збірної був учасником чемпіонату світу 1994 року у США, розіграшу Кубка Америки 1995 року в Уругваї, розіграшу Золотого кубка КОНКАКАФ 1996 року у США, на якому команда здобула бронзові нагороди, чемпіонату світу 1998 року у Франції, розіграшу Золотого кубка КОНКАКАФ 1998 року у США, де разом з командою здобув «срібло».

## Титули і досягнення
- Переможець Панамериканських ігор: 1991
- Срібний призер Золотого кубка КОНКАКАФ: 1998
- Бронзовий призер Золотого кубка КОНКАКАФ: 1996